# マウリッツ・デ・ハース
マウリッツ・デ・ハース（Mauritz Frederik Hendrik de Haas、1832年12月12日 - 1895年11月23日）はオランダ生まれで、アメリカ合衆国で活躍した画家である。海洋画、風景画を描いた。

## 略歴
ロッテルダムで生まれた。ロッテルダムの美術学校（Rotterdamse Kunstacademie）で学んだ後、ハーグの王立美術学校（Koninklijke Academie van Beeldende Kunsten）で、ヨハネス・ボスボーム(Johannes Bosboom)やメイヤー(Louis Meijer)に学んだ。1851年から1852年にロンドンに滞在し、ロンドンの水彩画家に学んだ。1857年にオランダ海軍に海洋画家として雇われたが、1859年にオランダ駐在のアメリカ大使、オーギュスト・ベルモントがパトロンとなってニューヨークに移住した。
アメリカで海洋画家としてすぐに評価を高め、1863年にニューヨークのナショナル・アカデミー・オブ・デザインの準会員に選ばれ、1867年に正会員となり、アカデミーの展覧会に何度か出展した。1866年にはアメリカ水彩画家協会(American Society of Painters in Water Colors)の設立会員となった。1878年と1889年のパリ万国博覧会、1893年のシカゴバンコク博覧会の展覧会に出展した。
兄のウィリアム・フレデリク・デ・ハース(William Frederick de Haas:1830-1880）も海洋画家で1859年にマウリッツとともにニューヨークに移住した。

## 作品

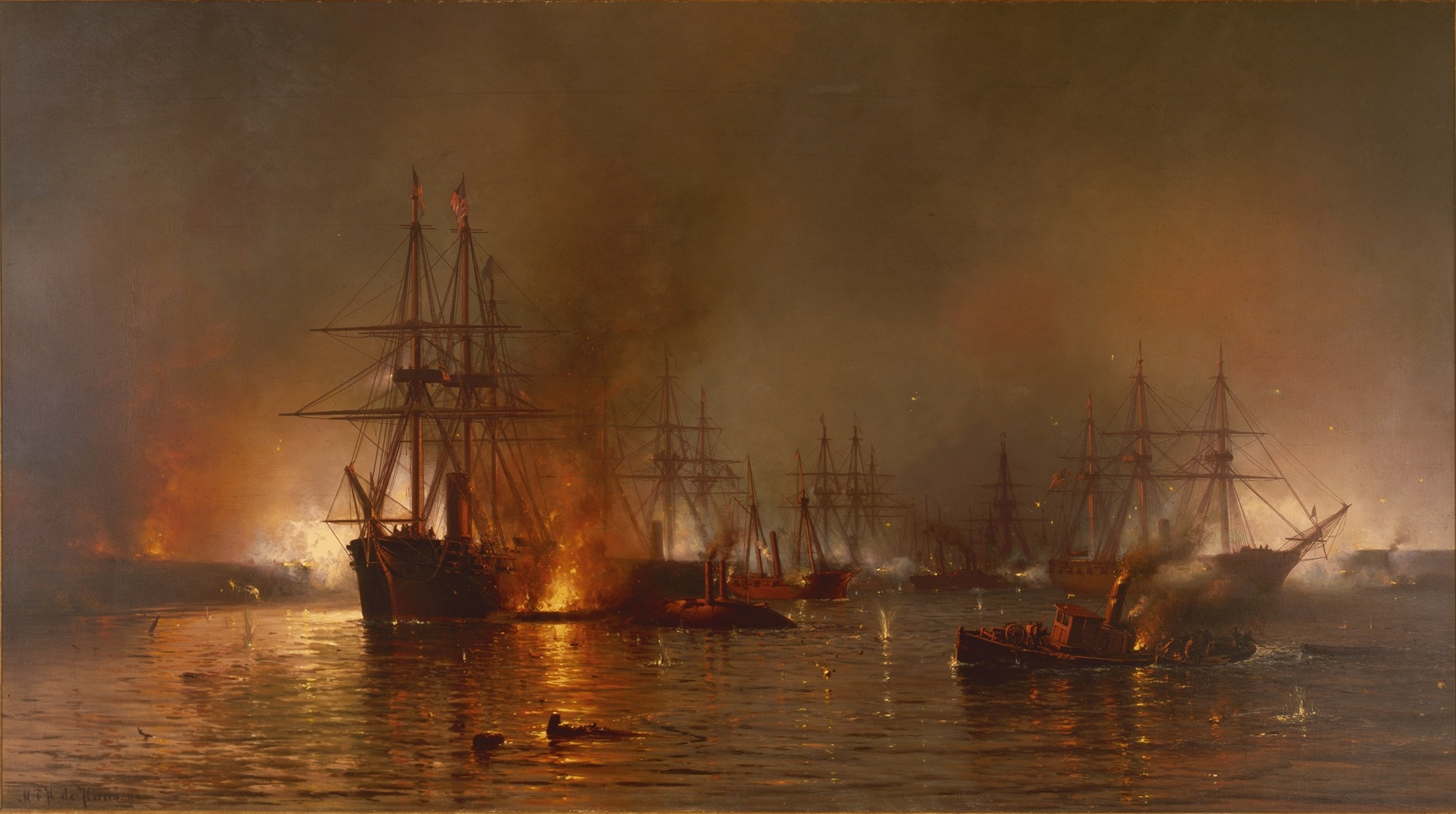
ニューオリンズの砦を通過するファラガットの艦隊
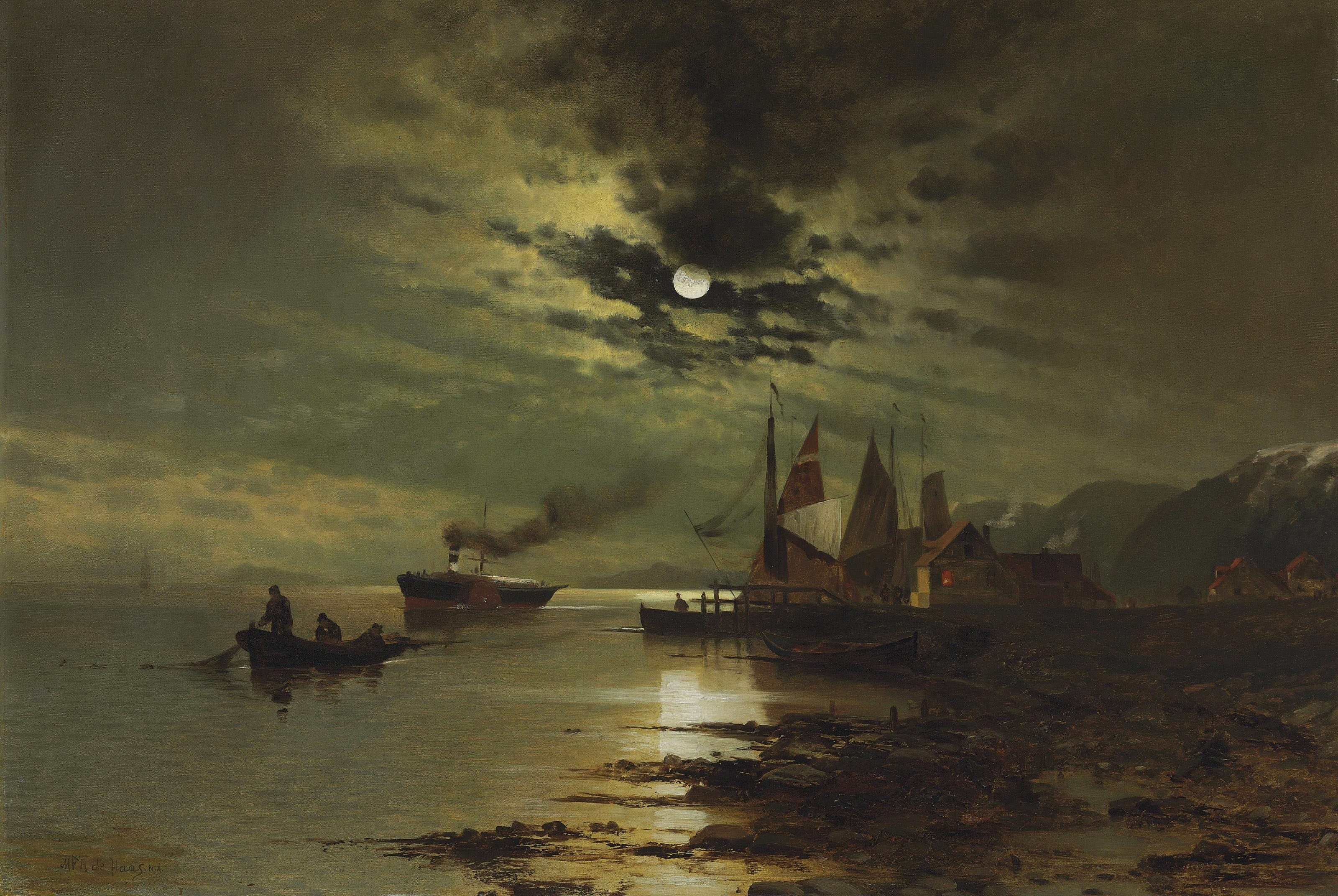
月光に照らされるハドソン湾
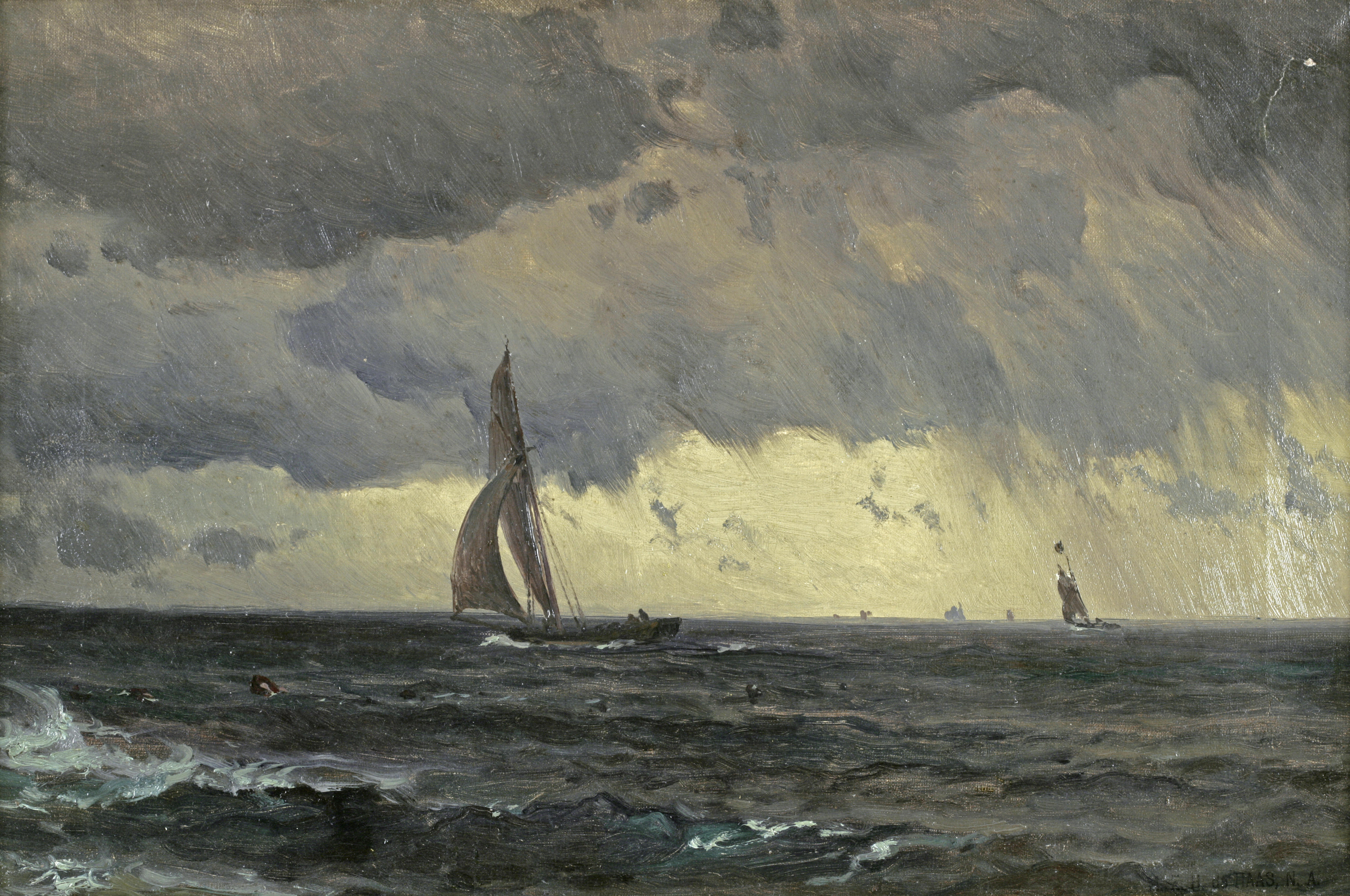
嵐の中の帆走
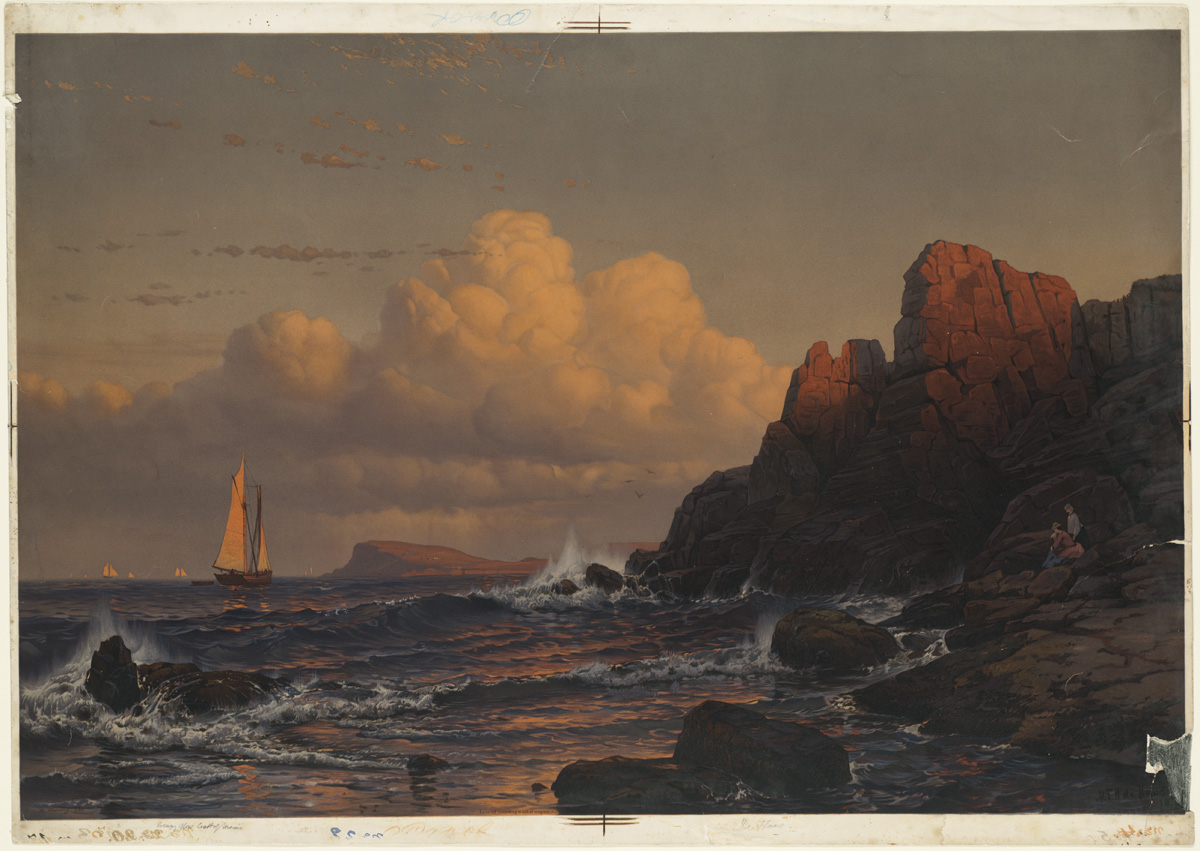
岸辺の夕暮れ
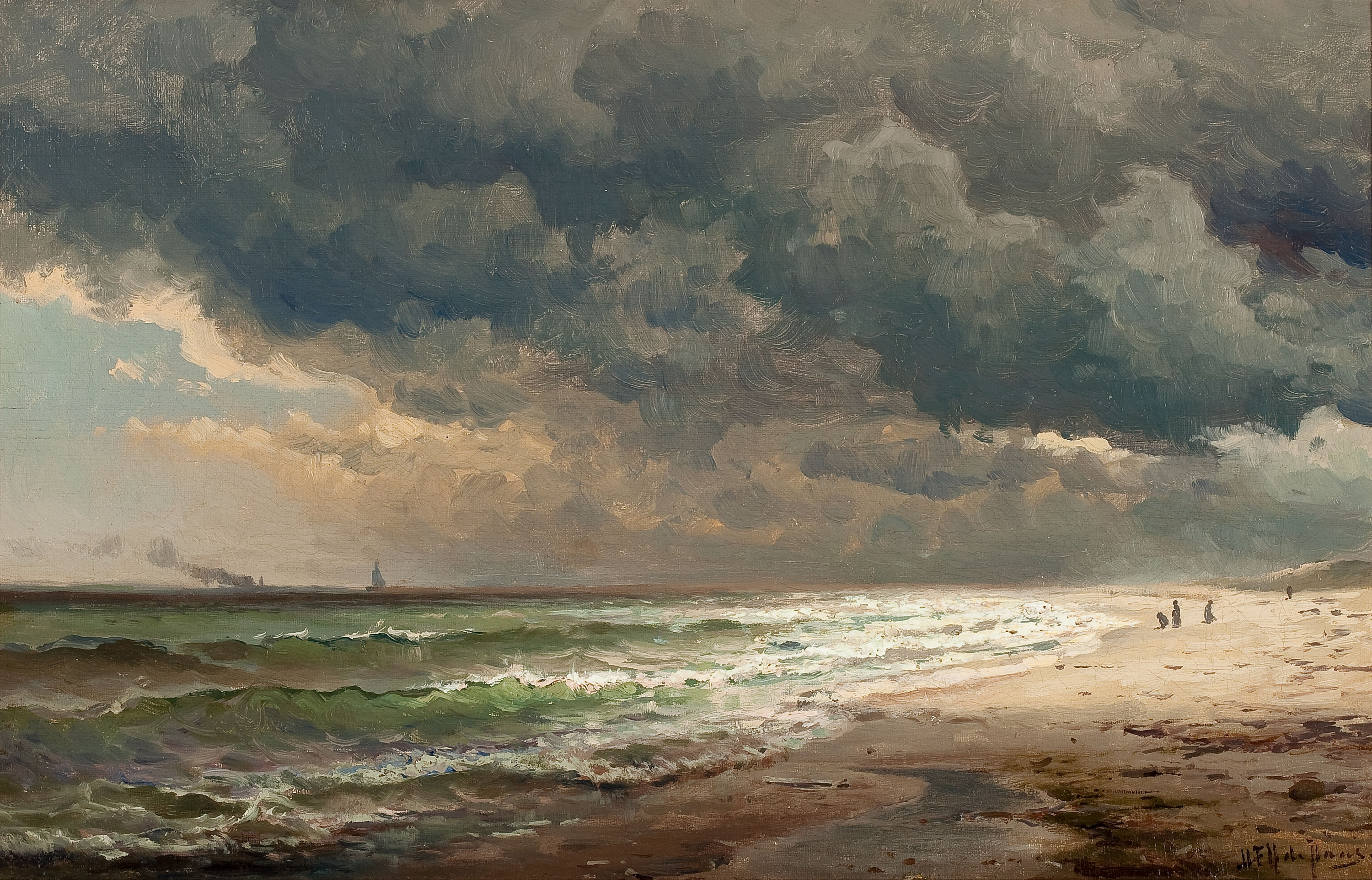
ロングアイランドの海岸
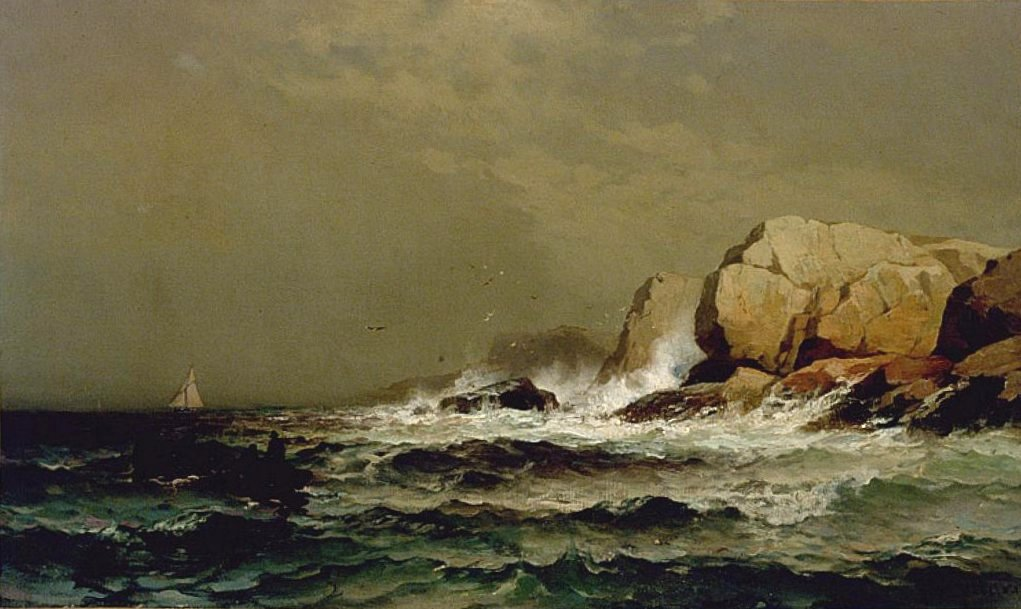
嵐の海岸